# Светски куп у биатлону 2012/13 — мешовита штафета
На програму Светског купа у биатлону 2012/13. такмичење у дисцилини мешовита штафета налазило се само два пута. Прво је одржано у 1. колу 25. новембра 2012. у Естерсунду (Шведска), а друго 7. фебруара 2013. на Светском првенству у Новом Месту (Чешка).
Учествовале су 24 мешовите штафете.

## Систем такмичења
Мешовита штафета је најмлађа дисциплина биатлона, има иста правила као мушка и женска штафета, али је састав тимова мешовитог састава - два мушкарца и две жене. Прво трче жене, а затим мушкарци. Жене трче по 6 км, а мушкарци 7,5 км. У току трке сваки такмичар има два гађања: једно из лежећег, а друго из стојећег става. За свако гађање (5 мета) такмичар има 8 метака, од којих 5 иду у пушку, а преостала три (уколико буду потребни) морају се ручно напунити. Уколико и после испуцаних 8 метака, има непогођених мета, трчи се казнени круг од по 150 м за сваку. Први тркачи свих екипа крећу у исто време, а сваки следећи, зависно од тога којим редом његов претходник из екипе стигне на место предаје штафета. Предаја се врши додиривањем, на било ком месту на телу, у „зони“ предаје дугој 50 метара. Предају надгледају посебне судије. Прво гађање, првог такмичара је на мети која одговара његовом стартном броју. Друго гађање првог и сва гађања преосталих такмичара у екипи, одвијају се на метама по редоследу стизања на гађање.

## Освајачи медаља
| Дисциплина:                   | Злато:                                                                     | Време                                                     | Сребро:                                                                              | Време                                                     | Бронза:                                                                                  | Време                                                     |
| Естерсунд детаљи              | Русија · Олга Зајцева · Олга Виљухина · Алексеј Волков · Јевгениј Устјугов | 1:12:41,3 (0+0) (0+2) (0+1) (0+1) (0+0) (0+0)             | Норвешка · Тора Бергер · Синеве Солемдал · Ерленда Бјоентегард · Емил Хегле Свендсен | 1:13:02,5 (0+0) (0+1) (0+2) (0+1) (0+1) (0+3) (0+0) (0+2) | Чешка · Вероника Виткова · Габријела Соукалова · Михал Шлесингер · Ондреј Моравец        | 1:13:17,7 (0+2) (0+1) (0+0) (0+2) (0+1) (0+1) (0+0) (0+1) |
| Светско првенство 2013 детаљи | Норвешка · Тора Бергер · Синеве Солемдал · Тарјеј Бе · Емил Хегле Свендсен | 1:12:04,9 (0+0) (0+0) (0+0) (0+2) (0+1) (0+0) (0+0) (0+1) | Француска · Мари Лор Бруне · Мари Дорен Абер · Алексис Беф · Мартен Фуркад           | 1:12:24,9 (0+0) (0+2) (0+1) (0+2) (0+1) (0+0) (0+0) (0+1) | Чехословачка · Вероника Виткова · Габријела Соукалова · Јарослав Соукуп · Ондреј Моравец | 1:12:37,2 (0+2) (0+1) (0+1) (0+0) (0+0) (0+1) (0+0) (0+0) |

## Табела
| #  | Име                  | ЕСТ | СП 2013 | Укупно |
| -- | -------------------- | --- | ------- | ------ |
| 1  | Норвешка             | 54  | 60      | 114    |
| 2  | Русија               | 60  | 38      | 98     |
| 3  | Чешка                | 48  | 48      | 96     |
| 4  | Француска            | 40  | 54      | 94     |
| 5  | Италија              | 36  | 43      | 79     |
| 6  | Словенија            | 38  | 40      | 78     |
| 7  | Немачка              | 43  | 28      | 71     |
| 8  | Словачка             | 30  | 36      | 66     |
| 9  | Украјина             | 31  | 32      | 63     |
| 10 | Шведска              | 34  | 27      | 61     |
| 11 | Швајцарска           | 32  | 29      | 61     |
| 12 | Белорусија           | 29  | 30      | 59     |
| 13 | САД                  | 24  | 34      | 58     |
| 14 | Пољска               | 27  | 31      | 58     |
| 15 | Канада               | 25  | 26      | 51     |
| 16 | Финска               | 28  | 22      | 50     |
| 17 | Аустрија             | 26  | 24      | 50     |
| 18 | Казахстан            | 21  | 23      | 44     |
| 19 | Бугарска             | 17  | 25      | 42     |
| 20 | Јапан                | 23  | 19      | 42     |
| 21 | Румунија             | 22  | 20      | 42     |
| 22 | Естонија             | 20  | 21      | 41     |
| 23 | Кина                 | 19  | 18      | 37     |
| 24 | Литванија            | 18  | 16      | 34     |
| 25 | Летонија             | —   | 17      | 17     |
| 26 | Уједињено Краљевство | —   | 15      | 15     |
| 27 | Јужна Кореја         | —   | 14      | 14     |